# ジャン2世 (キプロス王)
ジャン2世（Jean II de Chypre, 1418年5月16日 - 1458年7月28日）は、キプロス王、名目上のエルサレム王、キリキア・アルメニア王（在位：1432年 - 1458年）。

## 生涯
キプロス王ジャニュと、その2番目の妻でラ・マルシュ伯ジャン1世の娘であるシャルロット・ド・ブルボンの間の長男として生まれた。王位に就く以前は、名目上のアンティオキア公の称号を帯びていた。
1437年、モンフェッラート侯ジョヴァンニ・ジャコモの娘アメデーアと代理結婚により婚姻した。アメデーアは1440年にキプロス島に輿入れし、同年7月3日に正式な結婚式を挙げたが、新妻はその2か月後に急死した。1442年2月3日、モレアス専制公テオドロス2世（東ローマ皇帝ヨハネス8世の弟）の娘エレニと再婚し、間に2人の娘をもうけた。
- シャルロット（1444年 - 1487年） - キプロス女王
- クレオーファ（? - 1448年）

また、ジャン2世には愛妾マリエット・ド・パトラとの間に庶出の息子があった。
- ジャック2世（1440年頃 - 1473年） - キプロス王

庶子ジャックは1456年にニコシア大司教の聖職を授けられるが、とてもその任に堪える素行の人物とは言えず、宮廷の侍従を殺害する事件を起こして大司教の位を剥奪された。だが、ジャン2世は後にジャックを大司教に復させている。
王妃エレニとジャックの仲は険悪で、両者はジャン2世王に対する影響力をめぐり、競い合った。1458年にエレニが死ぬと、ジャン2世はジャックを後継者に据えようとしたようだが、それが実現する前に死亡した。